# هرمانية سويقية
هرمانية سويقية (الاسم العلمي:Hermannia stipitata) هي نوع من النباتات تتبع جنس الهرمانية من الفصيلة الخلنجية.